# مسجد جامع بستک
مسجد جامع بستک (مسجد جدید) واقع در شهر بستک در بخش مرکزی شهرستان بستک در غرب استان هرمزگان، یکی از نقاط دیدنی استان هرمزگان در جنوب ایران است. این مسجد در وسط شهر بستک قرار دارد.
«مسجد جامع بستک» از معماری منحصر به فرد و قابل توجهی برخوردار است.
بر سطح داخلی و بیرونی دیوارهای مسجد، در قسمت بالایی دیوارها تزییناتی بکار رفته که بیشتر طرح‌های هندسی و گل‌وبوته می‌باشد. مسجد دارای محراب و منبر می‌باشد. ستون‌های مسجد با گچبری‌های برجسته تزئین شده‌است. مسجد دارای شبستانی بزرگ با طاق‌های اکلیل و گچ‌بری و دو مناره که در حدود ۳۲ متر ارتفاع دارند می‌باشد. همچنین منبر مسجد از نقاشی و گچ‌بری برخوردار است.